# Jason Bourne
Jason Bourne es un personaje de ficción creado por el escritor estadounidense Robert Ludlum para sus novelas de espionaje conocidas como The Bourne Identity, The Bourne Supremacy, The Bourne Ultimatum y Jason Bourne.

## Biografía del personaje

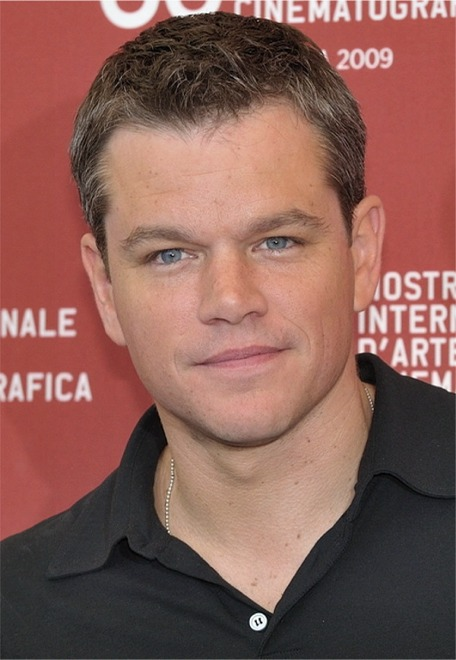
Matt Damon en la 66ª edición del Festival Internacional de Cine de Venecia

Jason Bourne es un miembro de élite de los cuerpos especiales de la CIA. Sufre episodios de "amnesia traumática" a raíz de un incidente en una operación secreta en Europa y, mientras lucha por descubrir su identidad, se ve involucrado en una red de espionaje y manipulación de gobiernos por parte de los Estados Unidos donde será perseguido por asesinos profesionales, mercenarios paramilitares, y excompañeros de la CIA. Además de su inglés natal sabe hablar alemán, francés y ruso. También existen adaptaciones cinematográficas de las novelas con el mismo nombre,  interpretadas por Matt Damon, y aunque a veces adopten líneas temporales diferentes, las películas reflejan lo que Ludlum intentaba transmitir: un personaje manipulado médica y psicológicamente que vuelve tras sus pasos para encontrarse a sí mismo, descubriendo continuamente unos comportamientos extraños, basados en analizar todo cuanto hay a su alrededor y con una capacidad de deducción asombrosa, que le hace saber que no es un vendedor de barcos y sí un individuo que manipula, predice, se infiltra y mata con la misma facilidad y rapidez con la que desaparece. El Bourne que interpreta Damon es un joven antihéroe que intenta desvelar su pasado pero se encuentra en una encrucijada debido a un asesinato,  entrenado para luchar, perseguir y matar limpiamente, capaz de salir airoso de aprietos duros, carente de maldad,  honesto y perseverante.
Existen teorías que dicen que la novela está basada en unos archivos clasificados de la CIA que pudieron ver la luz, donde supuestamente un grupo de espías secretos esparcidos por Europa atentaban cada cierto tiempo en varias capitales europeas a la vez causando confusión. Lo que luego se averiguó es que no eran varios individuos, sino uno solo que actuaba de forma aleatoria y carente de sentido, siendo este mito lo que motivó a Robert Ludlum.
Tras trabajar en las tres primeras películas de la Saga Bourne, ésta cambió de director, algo que no sentó nada bien al protagonista que da vida a Jason Bourne (Matt Damon) y que decidió no volver a protagonizar ningún trabajo sobre Bourne hasta que el antiguo director, Paul Greengrass, volviera a ponerse al mando de la saga. Así sucede en el año 2016, cuando el director de la segunda y tercera película de la saga vuelve a su posición con el lanzamiento de la película Jason Bourne (2016), en la que Matt Damon recupera su papel de protagonista.
Esto hizo que el nuevo director, Justin Lin, decidiera no contar de ninguna manera con Damon, por lo que la última película, The Bourne Legacy, habla de otro agente secreto llamado Aaron Cross, al que da vida Jeremy Renner. Finalmente, la película fue dirigida por Tony Gilroy.

## Historia en las novelas

##### The Bourne Identity
Un hombre es encontrado flotando inconsciente en el Mar Mediterráneo cerca de Marsella por pescadores italianos con dos heridas de bala en la espalda. Se despierta y descubre que sufre de pérdida de memoria extrema. El negativo de una película incrustado en su cadera lo lleva a un banco en Zúrich, donde se entera de que lo conocen con el nombre de Jason Bourne. 
Mientras trata de recuperar su memoria, Bourne atrae la atención de personas hostiles por razones desconocidas para él. En un hotel, mientras está acorralado, Bourne toma como rehén a una joven, Marie Kreutz, para escapar. Marie es una empleada del Gobierno de Canadá. Bourne y Marie descubren que "Jason Bourne" es la identidad tapadera de un asesino a sueldo, y que tanto la CIA como otro asesino a sueldo conocido como Carlos the Jackal tienen interés en él. Marie está convencida de que este hombre al que ha llegado a conocer no puede ser el asesino despiadado que parecen implicar todos sus descubrimientos. Ella obliga a Bourne a seguir buscando su verdadera identidad y, al final, él encuentra la verdad. Durante este tiempo, Bourne tiene la frase "Caín es para Charlie, y Delta es para Caín" continuamente en su mente, impulsándolo en la dirección de su misión.

##### The Bourne Supremacy
Tras recuperar la memoria y retirarse de la CIA, David Webb ahora enseña estudios asiáticos en una universidad de Maine y vive con Marie. Ella es tomada cautiva aparentemente por un poderoso narcotraficante chino, pero en realidad, por el gobierno de los Estados Unidos que usa al narcotraficante ficticio como tapadera. El plan es un intento de convertir a Webb en su antiguo yo, el mítico Jason Bourne, para perseguir a un impostor de Bourne en China. Al falso Bourne se le atribuye un asesinato político en el Lejano Oriente que podría, en el peor de los casos, provocar una guerra civil china por la propiedad de Hong Kong.

##### The Bourne Ultimatum
A medida que la infamia del envejecido Carlos el Chacal se desvanece, decide que hará dos cosas antes de morir: matar a Jason Bourne y destruir las instalaciones KGB de Novgorod, donde el Chacal fue entrenado y luego rechazado. La familia de Webb se ve obligada a esconderse en el Caribe mientras el propio Webb trabaja con Conklin para cazar y matar al Chacal. Webb se hace pasar por un miembro importante de Medusa, ahora una fuerza económica casi omnipotente que controla al comandante de la OTAN y figuras destacadas en el Departamento de Defensa. El plan es usar los recursos de Medusa para contactar al Chacal. Webb simplemente extraña al Chacal varias veces antes de que Webb finja su propia muerte para sacarlo. Después de esto, el Chacal se dirige a su segundo objetivo. Webb rastrea al Chacal con la ayuda de Conklin y un agente de la KGB cuando el Chacal comienza a destruir el recinto de la KGB. En un enfrentamiento final, el Chacal es conducido a la esclusa de una presa en la que se ahoga y Webb regresa con su familia.

## Historia de fondo de la película
En la serie de películas, se revela que Jason Bourne nació como David Webb el 13 de septiembre de 1970 (o el 4 de junio de 1978 en Jason Bourne; pero, esa podría haber sido la fecha de nacimiento del verdadero Bourne) en Nixa, Misuri (aunque en Ultimatum, se le da una fecha falsa del 15 de abril de 1971, como una referencia codificada a un sitio específico). En flashbacks, se une al Ejército de los Estados Unidos y finalmente es seleccionado para el programa Treadstone de la CIA en 1997. Su padre, Richard Webb, un analista sénior de la CIA, es responsable de crear Treadstone, un proyecto de operaciones encubiertas destinado a entrenar y desplegar asesinos de élite. La CIA asesina a su padre con un coche bomba de bandera falsa en Beirut en un intento de reclutar a Webb.
La estratagema funcionó; Webb se acerca a la CIA y es incluido en el programa por Neil Daniels, un supervisor del programa Treadstone, mientras es monitoreado por el Dr. Albert Hirsch, quien supervisa la evaluación médica de los agentes de Treadstone. Es llevado a un centro de reclutamiento secreto en la ciudad de Nueva York, donde Hirsch ordena que lo torturen durante días (mediante el ahogamiento simulado y la privación del sueño) para quebrar su espíritu y permitir que lo moldeen como un asesino. Es aceptado oficialmente cuando asesina a un hombre no identificado (que se da a entender que es el verdadero Jason Bourne) sin cuestionarlo. Después de eso, se le da una nueva identidad como Jason Bourne, y su verdadera identidad se convierte en un secreto clasificado.
Después de un entrenamiento intenso, en el que aprende varios idiomas y domina una amplia gama de habilidades en artes marciales, Bourne es incluido en el programa Treadstone, cuyas misiones están a cargo de Conklin. Su primera misión, no oficial, se revela que ocurrió en Berlín, Alemania: el asesinato de Vladimir Neski, un político ruso que tenía la intención de exponer el robo de 20 millones de dólares en fondos secretos robados a la CIA por el director de Treadstone, Ward Abbott, y un oligarca ruso, Yuri Gretkov. Bajo las órdenes de Conklin, Bourne asesina a Neski y a su esposa y hace que parezca un asesinato-suicidio.
Bourne trabaja en el programa como su principal agente durante tres años, destinado en París, manteniendo una vida aislada mientras realiza asesinatos, principalmente en Europa. Su controlador oficial es la agente de logística Nicky Parsons, también destinada en París, que se da a entender que tiene sentimientos por Bourne que mantiene ocultos a los empleadores de Treadstone.
El punto de inflexión en su vida llega después de una orden para asesinar a Nykwana Wombosi, un señor de la guerra africano exiliado que estaba chantajeando a la CIA para que lo reinstalaran como jefe de Estado, para que no expusiera varios secretos de la CIA. Usando un alias, John Michael Kane, Bourne reúne información sobre Wombosi. Se infiltra en el yate del señor de la guerra y se esconde dentro de él durante cinco días, saliendo a la superficie en una noche fría en medio del Mar Mediterráneo, con la intención de organizar el asesinato para que parezca que Wombosi fue asesinado por un miembro de la tripulación. Sin embargo, Wombosi está rodeado por sus hijos, y Bourne no puede matarlo. Intenta abandonar la misión abandonando el barco, pero una persona desconocida le dispara dos veces por la espalda, enviándolo fuera del yate al mar y provocando amnesia, haciendo que Webb / Bourne olvide su identidad.

### Película

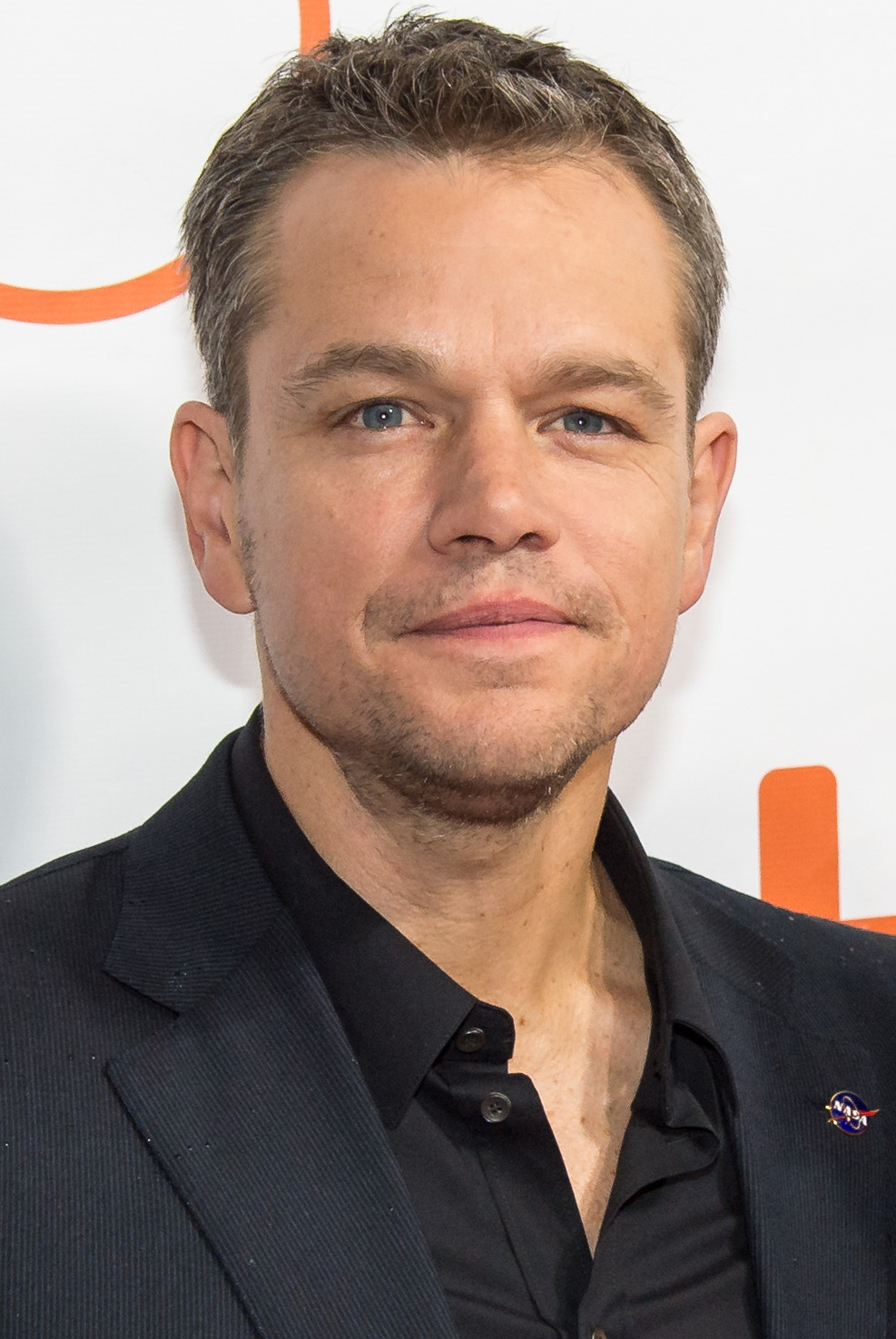
El actor Matt Damon, que interpreta a Jason Bourne en la serie de películas

Las novelas de Jason Bourne fueron adaptadas en una serie de películas: The Bourne Identity (2002), The Bourne Supremacy (2004), The Bourne Ultimatum (2007), The Bourne Legacy (2012) y Jason Bourne (2016). Las películas conservan los títulos y algunos elementos básicos, pero por lo demás presentan tramas diferentes independientes de las novelas. En estas películas, Bourne es interpretado por Matt Damon.
Bourne no aparece en The Bourne Legacy, con la excepción de su imagen que aparece en la película, así como breves discusiones sobre cómo ha causado problemas a la organización para la que trabajaba. Como resultado, la película se centra en las consecuencias en la comunidad de inteligencia de las acciones de Bourne en Ultimatum. Legacy presenta a Jeremy Renner como Aaron Cross, un operativo en un programa clandestino diferente desarrollado a partir de Treadstone.
En 2019, Damon repitió su papel como el ángel caído Loki de la película Ver Askewniverse Dogma (1999) en Jay and Silent Bob Reboot en un cameo; en la película, Loki indica que era Jason Bourne, habiendo vivido la vida de Bourne y la de Damon en el universo ficticio de las películas.

## Vuelta de Matt Damon y estreno de Jason Bourne (película de 2016)
El 15 de septiembre de 2014, se anunció que Damon y Greengrass volverían para la próxima película de Bourne, aceptando la fecha de estreno de 2016, con Renner regresando como Cross en una película independiente en una fecha posterior. En noviembre de 2014, Damon confirmó que él y Greengrass volverían con un guion  escrito por ellos mismos y el redactor de la película Christopher Rouse. El 23 de mayo de 2015, Deadline informó que Alicia Vikander estaba en conversaciones para protagonizar con Damon en la quinta película. El 19 de junio de 2015, Deadline informó que Julia Stiles había confirmado interpretar el papel de Nicky Parsons en la película, personaje que anteriormente desempeñó en las tres primeras películas. Viggo Mortensen estuvo en conversaciones para interpretar el papel de villano. Más tarde, el 23 de junio de 2015, Alicia Vikander fue confirmada para protagonizar la película, mientras que ella también estaba en conversaciones para la película Assassin's Creed (2016). El 28 de julio de 2015, Tommy Lee Jones se unió elenco de la película para interpretar al director general de la CIA. El 1 de septiembre de 2015, Vincent Cassel fue agregado en la película para interpretar el papel de villano, siendo un agente con sed de venganza contra Bourne. El 15 de septiembre de 2015, The Hollywood Reporter confirmó que el actor Ato Essandoh había sido incluido en la película como un personaje inespecífico, luego confirmado como un agente de la CIA y mano derecha del personaje de Tommy Lee Jones.
Jason Bourne, tal fue el título de la película, fue estrenada el 29 de julio de 2016 en Estados Unidos. En sus 4 películas, Jason Bourne lleva recaudados $1.637 millones de dólares frente a un presupuesto combinado de $490 millones de dólares, siendo la tercera franquicia más exitosa e importante del cine en acción y espionaje, solo superado por Misión imposible y Películas de James Bond.

## Libros
- Escritas por Robert Ludlum:
  - The Bourne Identity (1980) (ES: El caso Bourne)
  - The Bourne Supremacy (1986) (ES: El mito de Bourne)
  - The Bourne Ultimatum (1990) (ES: El ultimátum de Bourne)

- Escritas por Eric Van Lustbader:
  - The Bourne Legacy (2004) (ES: El legado de Bourne)
  - The Bourne Betrayal (2007) (ES: La traición de Bourne)
  - The Bourne Sanction  (2008) (ES: La absolución de Bourne)
  - The Bourne Deception  (2009) (ES: El engaño de Bourne)
  - The Bourne Objective  (2010) (ES: El objetivo de Bourne)
  - The Bourne Dominion (2011) (ES: El dominio de Bourne)
  - The Bourne Imperative (2012)
  - The Bourne Retribution (2013)
  - The Bourne Ascendancy (2014)
  - The Bourne Enigma (2016)
  - The Bourne Initiative (2017)
  - The Bourne Nemesis (2019)

- Escritas por Paul Garrison:
  - The Janson Directive (2002)
  - The Janson Command (2012)
  - The Janson Option (2014)
  - The Janson Equation (2015)